# Rythme 21
Pour plus de détails, voir Fiche technique et Distribution.
Rythme 21 (Rhythmus 21) est un film expérimental allemand réalisé par l'artiste et cinéaste surréaliste Hans Richter, sorti en 1921.
Il est projeté en 1923 lors de la Soirée du Cœur à barbe au théâtre Michel
.

## Synopsis
Le film consiste en une danse de carrés et de rectangles blancs ou gris.

## Fiche technique
- Titre original : Rhythmus 21
- Réalisation : Hans Richter
- Pays d'origine :  République de Weimar
- Format : 1,33:1
- Durée : 3 minutes